# Distretto di Quardu Bondi
Il distretto di Quardu Bondi è un distretto della Liberia facente parte della contea di Lofa.